# 黑斯廷斯 (印第安納州)
黑斯廷斯（英語：Hastings）是位於美國印地安納州科西阿斯科縣的一個非建制地區。該地的面積和人口皆未知。